# Campeonato Carioca de Futebol de 1947
O Campeonato Carioca de Futebol de 1947 foi a 49.ª edição da competição e teve como campeão invicto o Vasco da Gama.

## Classificação final
| Pos. | Equipes       | Pts | J  | V  | E | D  | GP | GC | SG  |
| ---- | ------------- | --- | -- | -- | - | -- | -- | -- | --- |
| 1    | Vasco da Gama | 37  | 20 | 17 | 3 | 0  | 68 | 20 | 48  |
| 2    | Botafogo      | 30  | 20 | 13 | 4 | 3  | 51 | 21 | 30  |
| 3    | America       | 29  | 20 | 14 | 1 | 5  | 54 | 32 | 22  |
| 4    | Fluminense    | 28  | 20 | 11 | 6 | 3  | 65 | 40 | 25  |
| 5    | Flamengo      | 26  | 20 | 11 | 4 | 5  | 54 | 38 | 16  |
| 6    | Madureira     | 17  | 20 | 6  | 5 | 9  | 50 | 43 | 7   |
| 6    | Olaria        | 17  | 20 | 6  | 5 | 9  | 42 | 44 | –2  |
| 8    | Canto do Rio  | 12  | 20 | 5  | 2 | 13 | 43 | 87 | –44 |
| 9    | São Cristóvão | 10  | 20 | 3  | 4 | 13 | 34 | 61 | –27 |
| 9    | Bangu         | 10  | 20 | 4  | 2 | 14 | 45 | 71 | –26 |
| 11   | Bonsucesso    | 4   | 20 | 1  | 2 | 17 | 28 | 77 | –49 |

## Premiação
| Campeonato Carioca de 1947         |
| Rio de Janeiro                     |
| ---------------------------------- |
| VASCO DA GAMA Campeão (7.º título) |